# 什羅基別列格
50°28′53″N 35°22′27″E / 50.48139°N 35.37417°E
希羅基-貝雷赫（烏克蘭語：Широкий Берег）是位於烏克蘭東北部的村莊，由蘇梅州奥赫蒂尔卡区的大皮薩里夫卡市鎮負責管轄。該村處於沃爾斯克拉河左岸，分別距離伊茲傑齊克0.5公里和舒羅韋1公里，海拔高度124米，2001年人口82。